# 奧索伊夫卡
50°54′6″N 35°9′35″E / 50.90167°N 35.15972°E
奧索伊夫卡（烏克蘭語：Осоївка）是位於烏克蘭東北部的村莊，由蘇梅州蘇梅區的米罗皮利亚市镇負責管轄。該村處於雷比察河右岸，分別距離小雷比察1.5和瑙米夫卡2.5公里，2001年人口1,389。